# Laujar de Andarax
Laujar de Andarax község Spanyolországban, Almería tartományban. Lakosainak száma 1658 fő (2024).

## Földrajza
Laujar de Andarax Abrucena, Alcolea, Paterna del Río, Fiñana, Fondón, Berja és Huéneja községekkel határos.

## Népesség
A település lakosságának változását az alábbi diagram mutatja:
| Lakosok száma | 1808 | 1819 | 1798 | 1796 | 1819 | 1633 | 1551 | 1536 | 1591 | 1658 |
|               | 2001 | 2004 | 2006 | 2009 | 2011 | 2014 | 2016 | 2019 | 2021 | 2024 |